# Jürgen Graf (Holocaustleugner)
Jürgen Graf (* 15. August 1951 in Basel; † 14. Januar 2025) war ein schweizerischer Autor, Übersetzer und Holocaustleugner.

## Leben

### Herkunft, Ausbildung, Beruf
Jürgen Graf wurde als Sohn des eidgenössischen Bankbeamten und Sozialdemokraten Friedrich Graf in Basel geboren. Dort besuchte Graf das humanistische Gymnasium am Münsterplatz. Anschließend studierte er Skandinavistik, Anglistik und Romanistik und schloss 1978 mit dem Lizenziat ab. Graf arbeitete zunächst als Lehrer in der Schweiz. Im Juli 1982 brach er zu einer Reise nach Ostasien auf. Ein Jahr später fand er in Taiwan eine Anstellung als Dozent für Germanistik an einer örtlichen Universität. Diese Tätigkeit übte er bis Mai 1988 aus. Anschließend kehrte er in die Schweiz zurück und arbeitete in Basel als Befrager von Asylbewerbern für den Delegierten für das Flüchtlingswesen auf dem zur Empfangsstelle umfunktionierten Rheinschiff Basilea.

### Publizistische und revisionistische Tätigkeit während der 1990er Jahre
Seine Erfahrungen als Befrager von Asylbewerbern schilderte er 1990 in dem Buch Das Narrenschiff, das zu einem „Rundumschlag gegen den Missbrauch des Asylrechts“ wurde und ihm den Vorwurf der Fremdenfeindlichkeit einbrachte. Wirtschaftlich war das Buch ein Erfolg. 1991 lernte Graf den Holocaustleugner Arthur Vogt kennen, dessen Überzeugung er sich anschloss. 1993 erschien Grafs Buch Der Holocaust auf dem Prüfstand. Augenzeugenberichte versus Naturgesetze, worin er den Holocaust leugnet. Graf verschickte es an viele Journalisten und Parlamentarier und wurde damit als bekennender Negationist bekannt. Infolgedessen wurde er fristlos aus dem Schuldienst entlassen. Anschließend fand Graf eine Anstellung an einer nichtstaatlichen Schule in Basel, an der er Ausländern Deutschunterricht gab. Für den Holocaustleugner Gerhard Förster schrieb er mit Unterstützung Carlo Mattognos Auschwitz. Tätergeständnisse und Augenzeugen des Holocaust, das Förster 1994 in seinem Verlag Neue Visionen herausbrachte.
In Veröffentlichungen sowie auf zahlreichen, von rechtsextremen und neonazistischen Gruppierungen organisierten Veranstaltungen verbreitete Graf, der Holocaust habe nicht stattgefunden. Dazu trat er häufig als Referent auf internationalen Veranstaltungen auf.

### Verurteilungen in Deutschland 1995 und der Schweiz 1998
In Deutschland, in der Schweiz, aber auch in Frankreich wurde Graf auf Grund seiner holocaustleugnenden Aktivitäten wegen Volksverhetzung, Aufstachelung zum Rassenhass, Verunglimpfung des Andenkens Verstorbener und Beleidigung zu Geld- und Haftstrafen verurteilt. Bereits 1995 war er in Deutschland wegen Volksverhetzung zu einem Jahr ohne Bewährung verurteilt worden. Im Juli 1998 wurde er dann in der Schweiz unter anderem wegen der Publikation Auschwitz. Tätergeständnisse und Augenzeugen des Holocaust gemeinsam mit Gerhard Förster vom Bezirksgericht Baden AG zu 15 Monaten Haft ohne Bewährung (Förster 12 Monate) und zusätzlich zu Geldstrafen verurteilt.

### Publizistische Tätigkeit ab dem Jahr 2000
In dem 2003 gedruckten Buch Todesursache Zeitgeschichtsforschung, das auch unter dem Titel Der Holocaust im Klassenzimmer erschien, stellt Graf in für jugendliche Leser aufbereiteter Form Szenen eines Unterrichts dar, in welchem Mädchen und Jungen gemeinsam mit der Lehrerin über den Holocaust diskutieren und dabei von ihrer ursprünglichen Überzeugung, dass es den Völkermord in den Konzentrations- und Vernichtungslagern der Nationalsozialisten gegeben hat, abrücken. Der Titel Todesursache Zeitgeschichtsforschung bezieht sich hierbei auf den Tod der Lehrerin, dessen Umstand am Ende des Buches vage umschrieben wird und die aufgrund ihrer Unterrichtsführung vorher vom Schuldienst entlassen wurde.

### Kontakte und Zusammenarbeit mit anderen Holocaustleugnern
Graf hat darüber hinaus zahlreiche Aufsätze für die belgisch-flämische Organisation Vrij Historisch Onderzoek geschrieben und stand in engem Kontakt mit anderen Holocaustleugnern wie Germar Rudolf oder dem 2017 verstorbenen Ernst Zündel.
Graf arbeitete eng mit Ahmed Rami von Radio Islam zusammen, dessen Bücher er übersetzte; darunter Ramis 1994 erschienenes Buch mit dem Titel Die Macht der Zionisten.

### Rückkehr in die Schweiz und Tod
Graf entzog sich im Sommer 2000 seinen Haftstrafen durch Flucht. Nach kurzem Aufenthalt in der iranischen Hauptstadt Teheran lebte er rund 17 Jahre in Moskau. Nach Ablauf der Vollzugsverjährung lebte er ab Oktober 2018 mit seiner belarussischen Ehefrau wieder in seiner Heimatstadt Basel, wo er am 14. Januar 2025 an Krebs starb.

## Buchveröffentlichungen
- Der Holocaust auf dem Prüfstand (1992)
- Der Holocaust-Schwindel (1993, in Deutschland durch das Amtsgericht Weinheim beschlagnahmt)[7]
- Auschwitz – Tätergeständnisse und Augenzeugen des Holocaust (1994, in Deutschland durch das Amtsgericht Mannheim beschlagnahmt)[8]
- Todesursache Zeitgeschichtsforschung (1995, in Deutschland durch das Amtsgericht Mannheim beschlagnahmt)[9]
- Riese auf tönernen Füssen: Raul Hilberg und sein Standardwerk über den „Holocaust“ (1999)
- Treblinka: Vernichtungs- oder Durchgangslager? (2002)
- Der geplante Volkstod (2015)